# Weißensee (Ausztria)
Weißensee osztrák község Karintia Spittal an der Drau-i járásában. 2016 januárjában 749 lakosa volt. 

## Elhelyezkedése

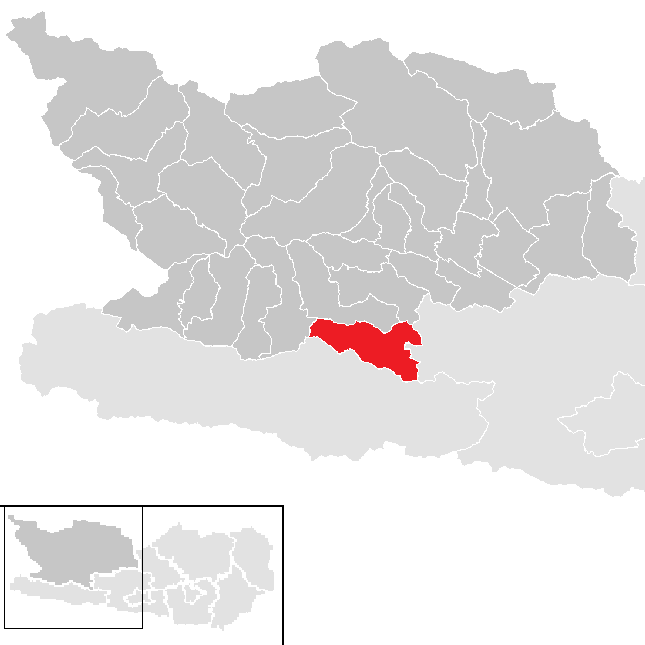
Weißensee a Spittali járásban

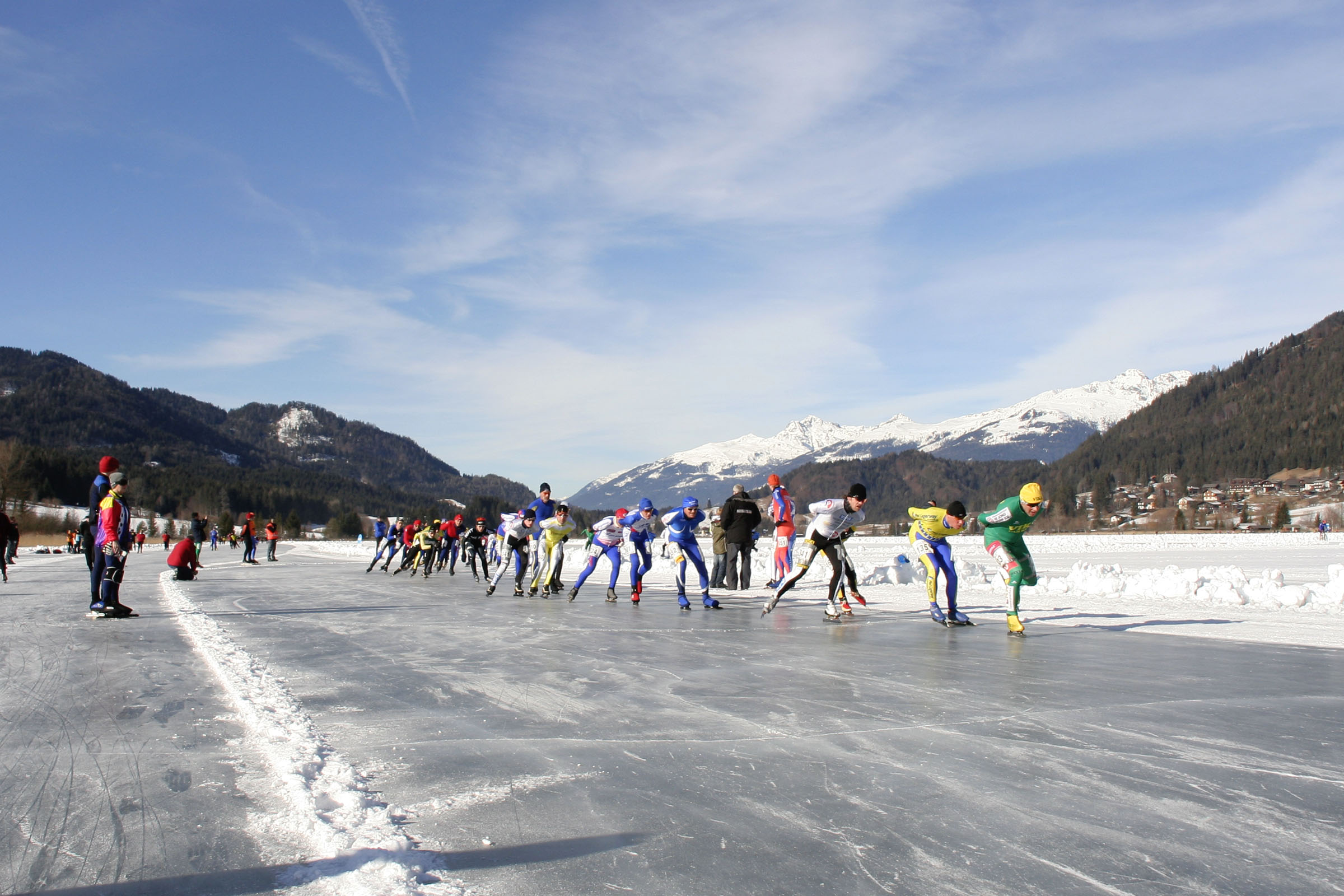
Gyorskorcsolyázók a tavon

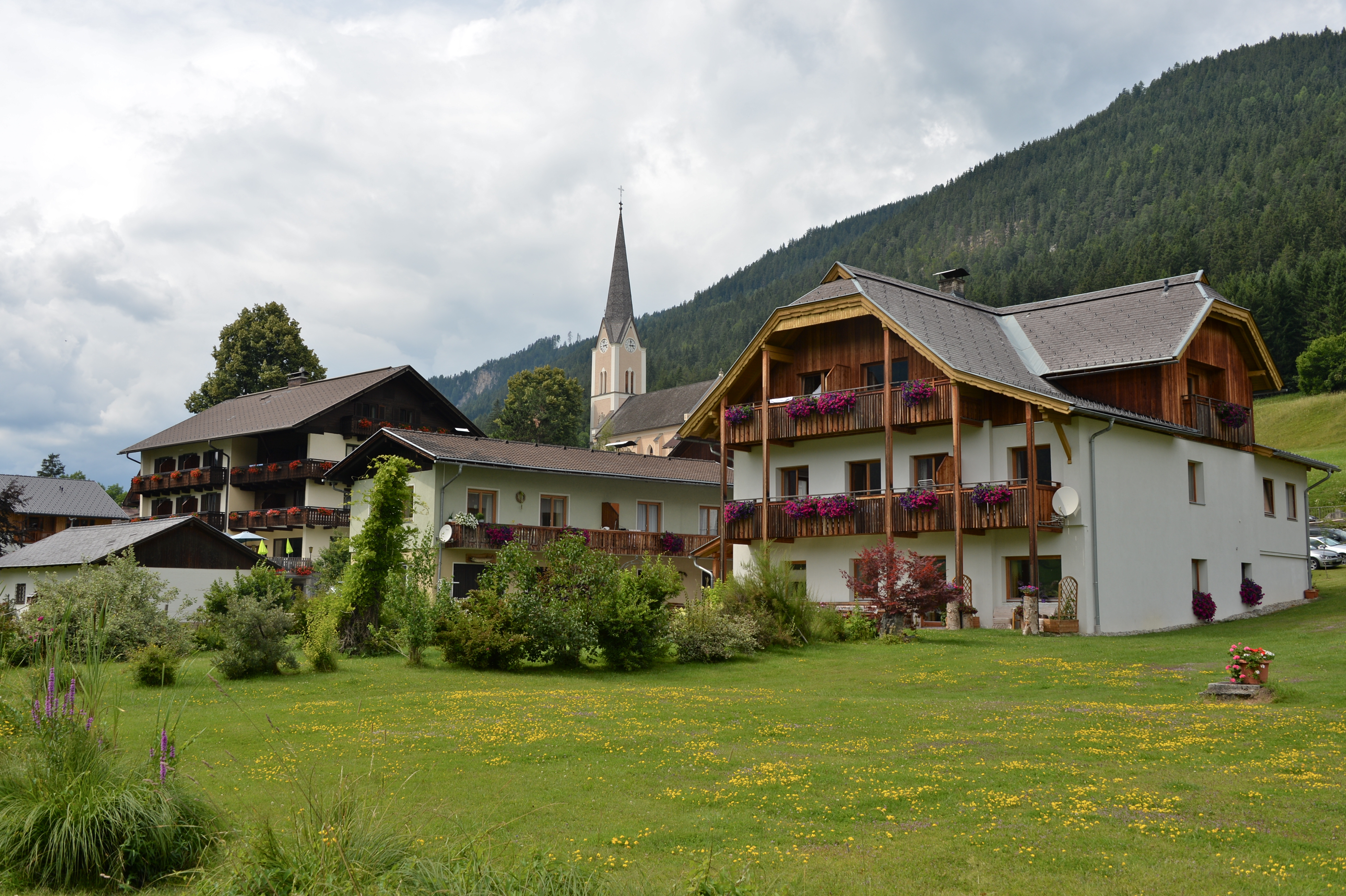
Techendorf délnyugatról

Weißensee Karintia nyugati részén fekszik, a hasonló nevű tó partján, a Gailtali-Alpok lábánál. A tó (a keleti partjának egy kis része kivételével, amely Stockenboihoz tartozik) teljes egészében az önkormányzat területén fekszik. A hosszú és keskeny gleccsertó 11,6 km hosszú, de területe csak 6,5 km². Az önkormányzat 7 falut és egyéb települést fog össze: Gatschach (128 lakos), Kreuzberg (9), Naggl (47), Neusach (189), Oberdorf (207), Techendorf (170), Tröbelsberg (5).  	 	
A környező települések: északnyugatra Greifenburg, északra Steinfeld és Kleblach-Lind, keletre Stockenboi és Paternion, délre Hermagor-Pressegger See és Gitschtal. 

## Története
II. József császár 1781-es toleranciarendeletének idejében Techendorf lakossága teljes mértékben az evangélikus vallást követte. Imaházukat 1783-ban szentelték fel; az épület később, egészen 1986-ig községházaként és iskolaként szolgált. A templom 1903-ban készült el. 
Techendorf önkormányzata 1850-ben jött létre és határai azóta csak minimális mértékben módosultak. A község a turizmusra való tekintettel 1968-ban Weißenseere keresztelte át magát.

## Lakosság
A weißenseei önkormányzat területén 2016 januárjában 749 fő élt, ami némi visszaesést jelent a 2001-es 788 lakoshoz képest. Akkor a helybeliek 97,2%-a volt osztrák állampolgár. 73,6%-uk evangelikusnak, 22% római katolikusnak, 1% muszlimnak, 3,4% pedig felekezeten kívülinek vallotta magát. 

## Látnivalók
- Techendorf evangélikus temploma
- Gatschach katolikus Szt. Márton-temploma. Az alacsony, eredetileg késő gótikus épületet a 17. században barokk stílusban átépítették.
- Tscherniheim valamikor üveghutáiról volt ismert, de a faluból mára csak kápolnája maradt.
- A tó és a környező hegyek számos túrázási, kerékpározási, csónakázási, télen síelési és korcsolyázási lehetőséget biztoítanak.

## Fordítás
- Ez a szócikk részben vagy egészben  a   Weißensee (Kärnten) című német Wikipédia-szócikk ezen változatának fordításán alapul.  Az eredeti cikk szerkesztőit annak laptörténete sorolja fel. Ez a jelzés csupán a megfogalmazás eredetét és a szerzői jogokat jelzi, nem szolgál a cikkben szereplő információk forrásmegjelöléseként.